# Glad All Over (album)
Glad All Over è il sesto album in studio del gruppo rock statunitense The Wallflowers, pubblicato nel 2012.

## Tracce
1. Hospital for Sinners – 3:05
2. Misfits and Lovers – 3:25
3. First One in the Car – 4:21
4. Reboot the Mission – 3:32
5. It's a Dream – 3:15
6. Love Is a Country – 3:54
7. Have Mercy on Him Now – 3:21
8. The Devil's Waltz – 3:06
9. It Won't Be Long (Till We're Not Wrong Anymore) – 3:38
10. Constellation Blues – 4:21
11. One Set of Wings – 3:28

## Formazione
- Jakob Dylan - voce, chitarra
- Rami Jaffee - tastiere
- Greg Richling - basso, percussioni, voce
- Stuart Mathis - chitarra, voce
- Jack Irons - batteria, percussioni